# Bandera de la República de la Xina
La Bandera de la República de la Xina és vermella amb una cantonada blava on es mostra un sol amb 12 puntes. En xinès la bandera es descriu com Cel blau, Sol Blanc i un Món totalment Roig. Va ser utilitzada per primer copa la Xina pel Kuomintang, el partit nacionalista xinès, l'any 1917 i esdevingué bandera oficial del país l'any 1928, apareixent a la constitució l'any 1947. Des del 1949 la bandera és utilitzada per Taiwan, seu de la República de la Xina des de la fi de la Guerra civil xinesa.

## Construcció i dimensions

Plantilla de construcció de la bandera.

### Colors
L'aproximació de colors en altres espais de color és la següent:
| Sistema de colors | Blau           | Vermell        | Blanc       |
| ----------------- | -------------- | -------------- | ----------- |
| RGB               | 0-41-204       | 242-0-0        | 255-255-255 |
| HTML              | #0029CC        | #F20000        | #FFFFFF     |
| CMYK              | 100, 80, 0, 20 | 0, 100, 100, 5 | 0, 0, 0, 0  |
| Pantone           | 2728 C         | 2347 C         | Blanc       |